# Irma Adelman

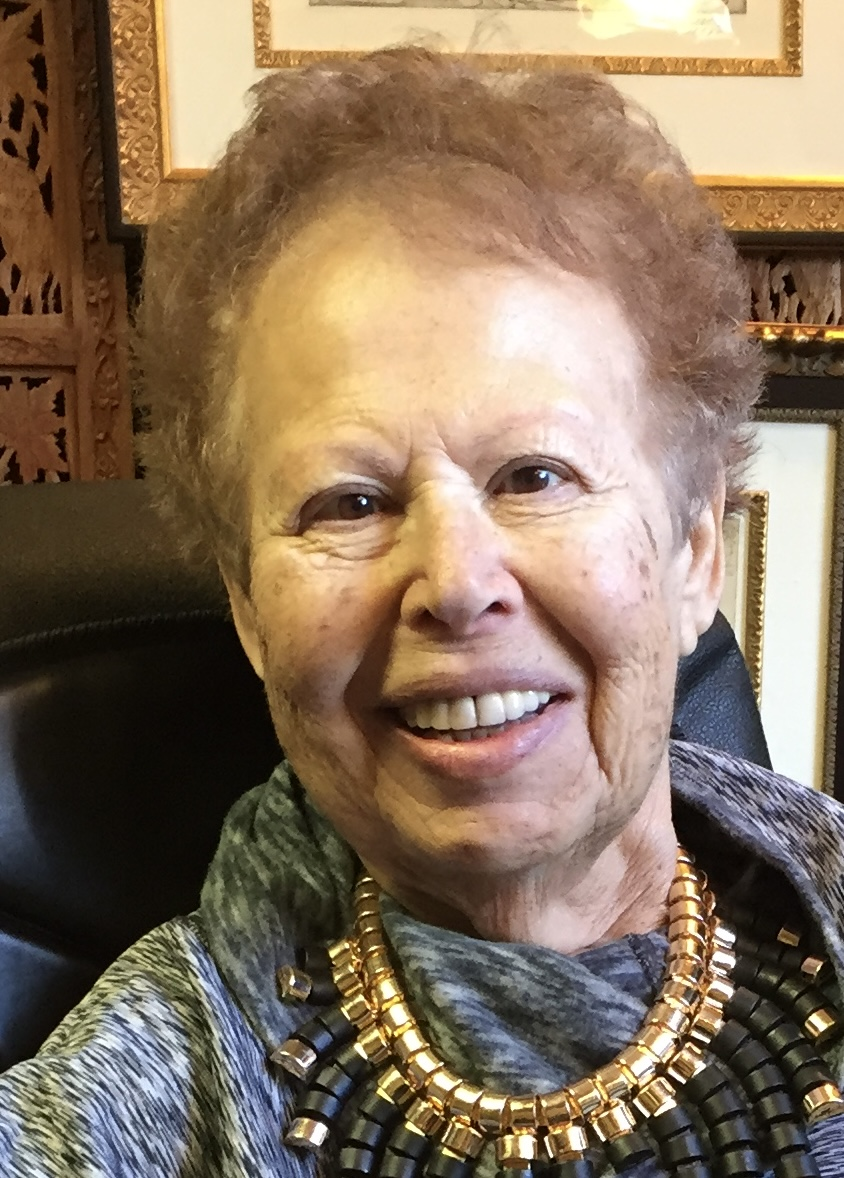
Irma Adelman (2015)

Irma G. Adelman, geborene Irma Glicman (* 14. März 1930 in Chernivtsi, Rumänien; † 5. Februar 2017) war eine rumänisch-amerikanische Wirtschaftswissenschaftlerin und Hochschullehrerin.

## Familie
Irma Adelman wurde als Irma Glicman geboren. Sie war die Tochter von Raissa Glicman geb. Ettinger und Jacob Max Glicman, einem Kaufmann. Die Familie war 1949 in die USA eingewandert. 1950 heiratete Irma Glicman den Physiker Frank L. Adelman. 1955 wurde Irma Adelman US-Staatsbürgerin.
Aus der Ehe mit Frank L. Adelman ging ein Sohn hervor. Die Ehe wurde 1979 geschieden. 

## Akademischer Werdegang
Irma Adelman wurde 1955 an der University of California, Berkeley im Fach Volkswirtschaftslehre mit der Dissertation The Monetary Theory of Leon Walras: A General Equlibrium Analysis of Money zum PhD promoviert.
Adelman lehrte in Berkeley zwischen 1955 und 1958, zunächst als Teaching Associate, dann als Instructor und schließlich als Lecturer mit dem Rang eines Assistant Professor.
Danach wechselte Adelman zum Mills College in Oakland (Kalifornien), an dem sie von 1958 bis 1959 als Visiting Assistant Professor lehrte. An der Stanford University war sie von 1959 bis 1962 als Assistant Professor beschäftigt. Von 1962 bis 1965 war sie Associate Professor an der Johns Hopkins University in Baltimore (Maryland).
Weitere Stationen ihrer akademischen Lehrtätigkeit waren die Northwestern University in Evanston (Illinois) (Professor of Economics, 1966–1972) und die University of Maryland (Professor of Economics and Agricultural Economics, 1972–1977).
Von 1977 bis 1978 war Adelman Professorin an der Universität Leiden.
Von 1979 war Adelman bis zu ihrer Emeritierung 1994 Professorin am Department of Agricultural and Resource Economics der University of California, Berkeley, seither lehrte sie dort als Professorin der Graduate School.

## Tätigkeiten in Internationalen Organisationen
Von 1971 bis 1972 war Irma Adelman als Senior Economist bei der Weltbank (Internationale Bank für Wiederaufbau und Entwicklung) tätig.
Irma Adelman war darüber hinaus beratend tätig bei der UNIDO von 1962 bis 1963, bei der United States Agency for International Development von 1963 bis 1972 sowie der Weltbank (ab 1968), der Internationalen Arbeitsorganisation ILO, der OECD und der FAO.
Darüber hinaus war sie als Beraterin für die süd-koreanische Regierung tätig.

## Leistungen
Irma Adelman ist eine bedeutende Vertreterin der Entwicklungsökonomie und entwickelte die Strategie einer von der Nachfrage der Landwirtschaft getragenen Industrialisierung (agricultural-demand led industrialization, kurz: ADLI).

## Schriften
- Dynamic Properties of the Klein-Goldberger Model (mit F. L. Adelman), 1959, in: Econometrica
- Theories of Economic Growth and Development, 1961
- An Econometric Analysis of Population Growth, 1963, in: AER
- Foreign Aid and Economic Development: The case of Greece (mit H. B. Chenery), 1966, in: REStat
- The Theory and Design of Economic Development, 1966
- Society, Politics and Economic Development: a quantitative approach (mit C. T. Morris), 1967
- Economic Growth and Social Equity in Developing Countries (mit C. T. Morris), 1973
- Strategies for Equitable Growth, 1974, in: Challenge
- Development Economics: a reassessment of goals, 1975, in: AER
- Growth, Income Distribution and Equity-Oriented Development Strategies, 1975, in: World Development
- Policies for Equitable Growth (mit C. T. Morris, and S. Robinson), 1976, in: World Development
- Income Distribution Policy in Developing Countries: A case-study of Korea (mit S. Robinson), 1977
- Growth and Impoverishment in the Middle of the 19th Century (mit C. T. Morris), 1978, in: World Development
- Redistribution Before Growth: A strategy for developing countries, 1978
- Beyond Export-Led Growth, 1984, in: World Development
- A Poverty-Focused Approach to Development Policy, 1986 in Lewis (editor): Development Strategies Reconsidered
- Confessions of an Incurable Romantic, 1988, in: BNLQR
- Comparative Patterns of Economic Development, 1850–1914, 1988
- The Relevance of ADLI for Sub-Saharan Africa (mit Steven J. Vogel), 1992, in: Hans-Heinrich Bass et al.: African Development Perspectives Yearbook

## Ehrungen
Irma Adelman wurde 1974 zum Fellow der American Academy of Arts and Sciences (AAAS) ernannt. Irma Adelman ist außerdem Fellow der American Agricultural Economics Association (Agricultural & Applied Economics Association/AAEA), der Econometric Society und der Royal Society for the Encouragement of Arts, Manufactures & Commerce sowie Distinguished Fellow der American Economic Association.
1971 wurde ihr der Orden des Bronzeturms der Regierung der Republik Korea verliehen.
Aufgrund eines königlichen Beschlusses vom 3. Mai 1977 wurde sie als außerordentliche Professorin für Sozial- und Rechtswissenschaften auf den Cleveringa-Lehrstuhl an der Universität Leiden berufen. Sie lehrte im Zeitraum vom 1. September 1977 bis zum 1. September 1978 über Armut und Ungleichheit. Ihr Amt begann sie am 14. Oktober 1977 mit der Antrittsvorlesung Redistribution before growth. A strategy for developing countries (zu Deutsch: Erst Umverteilung, dann Wachstum. Eine Strategie für Entwicklungsländer). Sie wurde zudem zum Fellow des Netherlands Institute for Advanced Study (NIAS) ernannt.